# Pitohui dichrous
Pitohui dichrous je strupena ptica pevka iz rodu Pitohui, ki prebiva na območju Nove Gvineje.

## Telesne značilnosti in navade
Glava, hrbtna stran, krila in rep so obarvani črno, vrat, prsa in trebušna stran pa rumeno-oranžno, kar služi kot opozorilo morebitnim plenilcem, poleg tega pa za ta namen oddaja neprijeten vonj.
Navadno se pri iskanju hrane držijo v skupinah, vendar ni znano, ali so te skupine stalne ali pa so sestavljene iz sorodnikov. Gnezdo v obliki skodelice je zgrajeno iz prepletenih vitic plezalnih rastlin in visi iz treh vej v obliki tristranskega okvirja. Mladiči so zelo podobni odraslim glede na obarvanost, razen dve črt belega puha, ki potekata iz baze kljuna na vsaki strani. Poleg tega perje mladičev v najboljšem primeru ni tako strupeno kot pri odraslih osebkih, kar pomeni, da je v tem obdobju glavna obramba bolj ali manj njihova opozorilna obarvanost.

## Toksičnost
P. dichrous je bila med prvimi opisanimi strupenimi pticami. V perju in koži se nahaja nevrotoksin homobatrahotoksin (homoBTX), ki že ob dotiku povzroči otopelost in mravljinčenje. Omenjene živali sicer ne sintetizirajo BTX de novo, pač pa namesto sinteze strupene alkaloide pridobijo iz hrane in jih kopičijo v posebnih strupnih žlezah. Glavni vir tovrstnih alkaloidov so verjetno hrošči rodu Choresine, kar med drugim dokazuje analiza želodčne vsebine teh ptic.

### Evolucijski izvor
Z evolucijskega vidika ni popolnoma jasno, zakaj so ptice razvile močen toksin, saj slednji deluje na široki spekter vretenčarjev in nevretenčarjev. Zelo verjetno se je toksin razvil zaradi zaščite pred ektoparaziti iz debla členonožcev, specifično pred zajedavskimi ušmi. Slednja teorija je toliko bolj verjetna zaradi t. i. kooperativne vzreje mladičev: pri tem socialnem sistemu posamezni osebki pomagajo skrbeti za tuje mladiče iste vrste na račun lastnega razmnoževanja, kar je v preteklosti zajedavcem dalo več časa in možnosti za naselitev na različno odporne posameznike, v skladu s tem pa je bil protizajedavski odgovor ptic toliko močnejši. V danem primeru gre torej za usmerjeni izbor (transformirajočo selekcijo) zaradi stalnih selekcijskih pritiskov (število uši in njihova odpornost na toksin), tj. preživetvena krivulja se je premaknila v smeri bolj toksičnih ptic. Verjetno so k razvoju pripomogli tudi naravni plenilci, kot so zeleni drevesni pitoni (Morelia viridis) in rjave drevesne kače (Boiga irrregularis), po nekaterih antropoloških dokazih pa tudi človeški lovci na ptice.